# Santa Martha Hidalgo
Santa Martha Hidalgo är en ort i Mexiko.   Den ligger i kommunen Ocoyucan och delstaten Puebla, i den sydöstra delen av landet, 100 km sydost om huvudstaden Mexico City. Santa Martha Hidalgo ligger 2 135 meter över havet och antalet invånare är 1 646.
Terrängen runt Santa Martha Hidalgo är platt åt nordost, men åt sydväst är den kuperad. Runt Santa Martha Hidalgo är det tätbefolkat, med 683 invånare per kvadratkilometer. Närmaste större samhälle är Puebla de Zaragoza, 14,0 km öster om Santa Martha Hidalgo. Trakten runt Santa Martha Hidalgo består till största delen av jordbruksmark.